# بافل طالباني
بافِل جلال طالباني (19 شباط 1973-) سياسي عراقي كردي وهو نجل الراحل جلال الطالباني وهو رئيس حزب الاتحاد الوطني الكردستاني (PUK). يعمل رئيساً لجهاز الاستخبارات (دەزگای زانیاری) التابع لحزب الاتحاد الوطني الكردستاني. يوصف بصانع الصفقات لكونه يقدم نفسه بدور الوسيط بين الأكراد بشتى توجهاتهم والحكومة الإتحادية العراقية. عمل في البداية بوظائف استخبارية، وله علاقات طيبة مع إيران لذا يتهمه أنصار البرزاني بالخيانة أو العمالة بينما دافع بافيل عن نفسه قائلاً الذين يتهمونني بالخيانة من «الاتحاد الوطني» هم الخونة. يظهر بافيل الطالباني التوازن الحذر بين الأحزاب الكردية في إقليم كردستان العراق ويمثل الاتجاه المعاكس لقيادة البرزاني وحزبه الديمقراطي الكردستاني.

## حياته الشخصية
إسمه مركب: «بافيل أحمد». وولد بسنة 1973، ربما في بيروت. وهو الابن الأكبر لجلال الطالباني وأمه هيرو إبراهيم أحمد. أسماه أبوه بافيل على اسم شلال مياه مشهور بمنطقة جمي رزان في السليمانية. له أخ شقيق أكثر ظهوراً منه وهو قباد. بافيل متزوج وله عددِ من الأبناء كلهم يقيمون في لندن.

## دوره السياسي والعسكري
كان يعمل بالظل في حزب الاتحاد الوطني الكردستاني. وإن كان يصحب أبيه بزياراته قبل سقوط نظام البعث بسنة 2003، إلا أن الصدارة الإعلامية تبقى لأخيه قباد. في السابق، أوردت مصادر صحفية بأن بافيل كان يساعد العملاء الإيرانيين على مهاجمة الأميركان في الموصل بأول سنوات الاحتلال. ثم عاد وظهر بدور عسكري أثناء نزاع كردي بين حزبه وجماعة أنصار الإسلام السلفيّة الكرديّة بسنة 2008. واستمر منذ ذلك الحين بقيادة جهاز الاستخبارات وكذلك مجموعة مكافحة الإرهاب الخاصة بحزب الاتحاد الوطني الكردستاني التي كانت نواتها ميليشيا أسست بسنة 2002، وتمثل مجموعة مكافحة الإرهاب هذه المقابل للأسايش التي تتبع للحزب الديموقراطي الكردستاني التابع للبرزاني.

## دورهبعملية كركوك 2017
ذاع صيته مؤخراً مع بدء عملية كركوك حيث ظهر بدور الوسيط الوسطي بين الأكراد بقيادة البرزاني والحكومة الإتحادية العراقية. وأتهمته صحف مقربة من البرزاني بأنه اتفق مع هادي العامري والحكومة العراقية على تسهيل سيطرة القوات الإتحادية على المناطق المتنازع عليها مقابل إنشاء إقليم خاص لبافيل الطالباني في السليمانية-حلبجة-كركوك مما يفكك إقليم كردستان العراق. وإن كان الوقت وحده الكفيل بتأكيد أو نفي وجود هذا الإتفاق. وأظهر بلقاء مع قناة فرانس 24 بأن أغلبية أعضاء حزبه يوافقون على دخول القوات الاتحادية العراقية إلى المناطق المتنازع عليها. واعتبر كذلك في نفس اللقاء بأن إجراء استفتاء كردستان كان خطأ فادحاً لأنه اجراءه يعارض توجهات الإدارة الأمريكية.
خلال عملية كركوك، صرح بافيل بأن المناطق المتنازع عليها تحتاج إلى إدارة مشتركة، بين الأكراد والحكومة الإتحادية. هذا ما أزعج أنصار البرزاني الذين يذهبون بآرائهم نحو الاستقلال عنوةً مما يتعارض مع التوجهات الدولية بهذا الخصوص، وإن كان حياد أميركا من قضية استرجاع الأراضي المتنازع عليها لتكون تحت سيطرة بغداد هو حياد مريب برأي المراقبين الذين يخشون أن يؤدي ذلك إلى إما تفكيك إقليم كردستان العراق، إرضاءاً للدول المحيطة به أو إلى حرب بين الأكراد من أنصار البرزاني وبغداد في العراق.

## قضايا قانونية تتعلق بالفساد
رفعت ضده قضية في بريطانيا بتهمة الإخلال بالواجب والإخلال بالعقد والمؤامرة بقيمة 3 ملايين جنيه إسترليني بسنة 2013، وذلك بسياق علاقته بعقود للنفط مع شركة ويسترن زاجروس الكندية النفطية (ًWesternZagros) وعلاقتها بعقود الكهرباء في منطقة إقليم كردستان العراق. وكان من رفع القضية ياسر الفكيكي (ابن هاني الفكيكي المعارض العراقي السابق لنظام صدام حسين) حيث كان الفكيكي وبافيل الطالباني بعلاقة شراكة أعمال أفضت إلى القضية. وحكمت المحكمة ضد بافيل الطالباني في القضية.